# Jabrun
Jabrun é uma comuna francesa na região administrativa de Auvérnia-Ródano-Alpes, no departamento de Cantal. Estende-se por uma área de 34,4 km². Em 2010 a comuna tinha 154 habitantes (densidade: 4,5 hab./km²).